# Перссон, Йорген (игрок в настольный теннис)
Ларс-Эрик Йорген (Йёгге) Перссон (швед. Lars-Erik Jörgen "Jögge" Persson; 22 апреля 1966, Хальмстад) — шведский игрок в настольный теннис, 5-кратный чемпион мира и 9-кратный чемпион Европы в различных разрядах, многократный чемпион Швеции. Экс-первая ракетка мира.

## В профессионалах
В соревнованиях профессионалов начал выступать с 1983 года. На чемпионате Европы 1986 года в Праге 19-летний Перссон выиграл золото в одиночном разряде, а также в составе команды Швеции. Через три года (1989) игрок стал вице-чемпионом мира в одиночном разряде, уступив в финале своему товарищу по сборной Швеции Яну-Уве Вальднеру. В 1991 году Перссон стал чемпионом мира в одиночном разряде, взяв в финале реванш у Вальднера. В том же году (1991) он стал обладателем кубка мира в одиночном разряде. В 1992 году игрок выиграл престижный турнир Евро-Топ-12. В составе сборной Швеции Перссон становился четырёхкратным чемпионом мира и шестикратным чемпионом Европы.

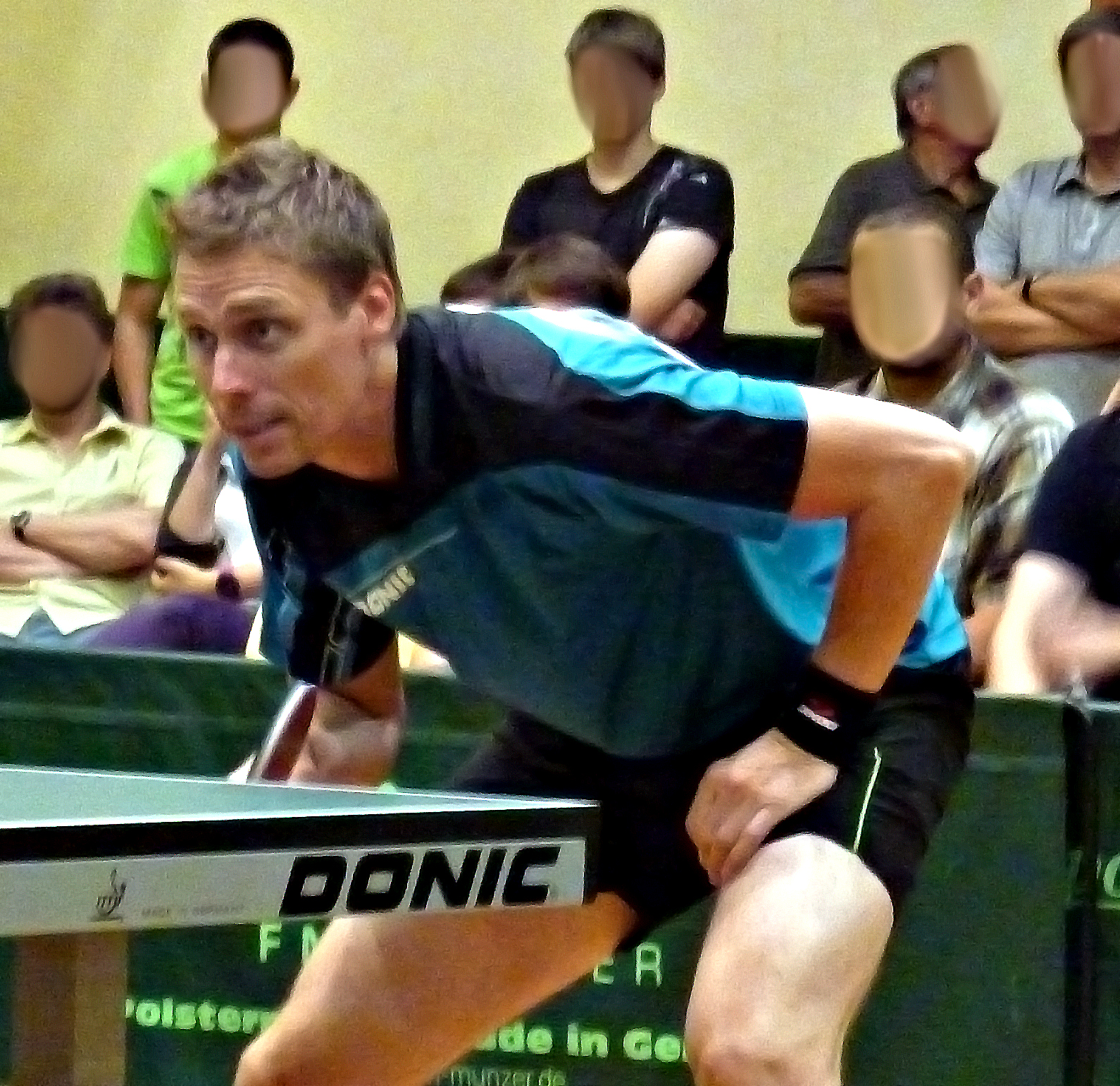
2013 год

Перссон представлял Швецию на семи подряд летних Олимпийских играх (1988—2012), с тех пор как настольный теннис стал олимпийским видом спорта. Перссон — один из четырёх игроков в истории настольного тенниса (помимо него это Зоран Приморац, Жан-Мишель Сев и Сегун Ториола), который принимал участие в семи летних ОИ. Лучший результат теннисиста на Олимпиадах — 4-е место в одиночном разряде на ОИ-2000 и ОИ-2008.
Даже перешагнув отметку в 40 лет, Перссону удавалось добиваться высоких результатов на самом высоком уровне. Так, четвёртого места в одиночном разряде на ОИ-2008 (три первых места заняли китайцы) Перссон достиг в возрасте 42 лет, что является рекордом для игроков в настольный теннис. На чемпионате Европы 2011 года в составе сборной Швеции стал серебряным призёром командного турнира, достигнув этого результата в возрасте 45 лет.

## Личная жизнь
С 1994 года Йёрген Перссон женат на Маделейн Томасен, игравшей в своё время за женскую сборную Норвегии по настольному теннису. В 1993 году у пары родился сын.
- В 1989 году сборная Швеции по настольному теннису (включая Перссона) за победу в командном турнире чемпионата мира 1989 г., была награждена золотой медалью (Svenska-Dagbladet-Goldmedaille), вручаемой ежегодно с 1925 г. газетой Svenska-Dagbladet за «выдающийся подвиг в шведском спорте за прошедший год».
- 14 июля 1992 г. был награждён стипендией[англ.] шведской кронпринцессы Виктории, вручаемой ежегодно шведским спортсменам.
- 28 января 1993 г. шведская почта выпустила почтовую марку с изображением спортсмена (каталог почтовых марок «Михель» Nr. 1763). Марка была приурочена к чемпионату мира по настольному теннису 1993 г. в шведском Гётеборге.
- В 1996 г. игрок получил награду Fair-Play союза шведских журналистов.

## Награды
- Королевская медаль Его Величества за заслуги перед шведским спортом (2023)[5]